# Shalom Zachar
Un Shalom Zachar (ou Sholom Zochor, Shulem Zucher en yiddish, hébreu : שלום זכר) est une réunion qui se tient chez les juifs ashkénazes le premier vendredi soir après la naissance d'un garçon. Bien que destiné à "consoler" le nouveau-né, cet événement est traité comme une occasion joyeuse.

## Sources
La pratique du Shalom Zachar est basée sur la décision de Moïse Isserles (Rema) dans le Shulchan Aruch, Yoreh De'ah 265:12.
Il est coutumier de faire un repas festif le vendredi soir suivant la naissance d'un garçon. Les gens se rendent à la maison où se trouve le bébé pour y déguster quelque chose, et ce repas est également considéré comme une seoudat mitzva (un repas de commandement religieux).
David HaLevi Segal (en), un important commentateur sur le Rema, trouve la source de l'affirmation du Rema dans le traité talmudique de Niddah (30b). Dans ce passage, le Talmud déclare que pendant que le bébé se développe dans le ventre maternel, « il lui est enseigné toute la Torah. Cependant, dès qu'il entre dans l'air de ce monde, un ange vient et le frappe sur la bouche, lui faisant oublier toute la Torah » (Taz, Yoreh Deah 265:13). Parce que le bébé a oublié toute la Torah qu'il a apprise, il est comparé à un endeuillé. De la même manière que les gens visitent un endeuillé chez lui pour le réconforter pendant la période de deuil, les gens visitent la maison du nouveau-né pour le consoler de la Torah qu'il a oubliée.
Le rabbin Jacob Emden écrit que ce repas est appelé un Seoudat Zachar (Repas du Souvenir), et il est spécifiquement tenu le jour du Shabbat parce que ce jour est également lié au souvenir, comme le dit la Torah : « Souviens-toi du jour du Shabbat pour le sanctifier » (Exode 20:8).
Le Terumat HaDeshen (en) (269) et le Kitsour Choulhan Aroukh (163:8) considèrent le Shalom Zachar comme une Seudat mitzvah (un repas de commandement religieux).

## Coutumes
Le Shalom Zachar est une réunion informelle qui a lieu après le repas du vendredi soir. L'endroit de la réunion est déterminé par l'endroit où le père du nouveau-né passe le Shabbat, car c'est lui qui préside l'événement. Le Shalom Zachar a généralement lieu à la maison du nouveau-né (même si le nouveau-né est encore à l'hôpital), bien qu'il puisse également avoir lieu chez les grands-parents, les beaux-parents, ou même chez des amis chez qui le père passe le Shabbat.
En général, ce sont principalement des hommes et des garçons qui passent pour transmettre leurs félicitations, prendre une collation, partager des paroles de Torah et chanter des chansons accueillant le nouveau-né et remerciant Dieu pour la naissance. Si la mère est déjà rentrée chez elle avec le bébé, des proches ou des amies femmes passeront également lui rendre visite.
Les rafraîchissements typiques comprennent du gâteau, des biscuits, du pop-corn, des bretzels, des noix et des graines, des boissons non alcoolisées et de la bière. De plus, des pois chiches sont traditionnellement servis car ils sont un aliment de forme ronde consommé par les endeuillés (symbolisant la nature cyclique de la vie). La bière est servie car elle est bon marché et accessible à tous.
Un Shalom Zachar n'est pas organisé lorsque ce vendredi soir coïncide avec la nuit de Yom Kippour ou la nuit du Séder de Pessah. Yom Kippour est un jour de jeûne, et donc toute consommation de nourriture et de boisson est interdite. Pendant la nuit du Séder de Pessah, il est interdit de manger quoi que ce soit après avoir mangé l'afikomane, qui est mangé à la fin du repas. Si le Shalom Zachar tombe un vendredi soir pendant les autres jours de Pessah, des gâteaux de matzah et des biscuits à base de farine de pomme de terre seront servis au lieu des gâteaux et biscuits à base de farine ordinaire.

## Brit Yitzchak
Les Juifs séfarades n'organisent pas de Shalom Zachar. À la place, leur coutume est d'organiser un rassemblement appelé Brit Yitzchak la veille de la brit milah du nouveau-né garçon.

## Sources
- Shalom Zachor - The Action Plan, Torah.org.
- The Shalom Zachor, by Larry Fine
- What is Shalom Zachar?, Chabad.org